# X-Men: First Class
X-Men: First Class är en brittisk-amerikansk superhjältefilm från 2011. Den hade svensk premiär den 3 juni 2011. Det är den femte delen i X-Men filmserien, men är en prequel och utspelar sig innan den första filmen.

## Handling
X-Men: First Class handlar om hur de två bästa vännerna Charles Xavier (James McAvoy) och Erik Lehnsherr (Michael Fassbender) sida vid sida tillsammans med andra mutanter kämpade för att rädda världen från en säker undergång och kom ut på andra sidan som fiender. Filmen skildrar hur Marvel-serien X-Men började.

## Rollista
- James McAvoy – Charles Xavier / Professor X
- Michael Fassbender – Erik Lehnsherr / Magneto
- Kevin Bacon – Sebastian Shaw
- Jennifer Lawrence – Raven Darkholme / Mystique
- Rose Byrne – Moira MacTaggert
- Nicholas Hoult – Dr. Henry "Hank" McCoy / Beast
- January Jones – Emma Frost / White Queen
- Jason Flemyng – Azazel
- Lucas Till – Alex Summers / Havok
- Caleb Landry Jones – Sean Cassidy / Banshee
- Zoë Kravitz – Angel Salvadore / Tempest
- Oliver Platt – Man in Black Suit
- Edi Gathegi – Armando Muñoz / Darwin
- Matt Craven – Direktör McCone
- Álex González – Janos Quested / Riptide
- Rade Serbedzija – Rysk general
- Glenn Morshower – Överste Hendry
- Michael Ironside – Kapten på USN
- Laurence Belcher – Charles Xavier (ung)
- Bill Milner – Erik Lehnsherr (ung)
- Morgan Lily – Raven Darkholme (ung)
- Don Creech – Agent Stryker
- Rebecca Romijn – Raven Darkholme (vuxen) (cameo)
- Hugh Jackman – James "Logan" Howlett / Wolverine (cameo)
- Annabelle Wallis – Amy

## Mottagande
Filmen möttes av blandade recensioner av kritiker i Sverige, några exempel:
- Aftonbladet: 3/5[1]
- Dagens Nyheter: 2/5[2]
- Metro: 3/5[3]
- Svenska Dagbladet: 4/6[4]
- Upsala Nya Tidning: 2/5[5]